# Paul Schrader
Paul Joseph Schrader (født 22. juli 1946 i Grand Rapids, Michigan, USA) er en amerikansk filminstruktør og manuskriptforfatter. 
Han gjorde sig bemærket som manuskriptforfatter i Sydney Pollacks film The Yakuza (1975) og i Martin Scorseses Taxi Driver (1976) og Raging Bull (Tyren fra Bronx, 1980). Han fik kritikerros for sin instruktørdebut med Blue Collar (Knive i ryggen, 1978), og American Gigolo (1980) med Richard Gere blev en biografsucces. Vellykket var også Mishima: A Life in Four Chapters (1985), om den japanske forfatter af samme navn, og kriminalfilmen Light Sleeper (1992). Schrader har siden instrueret det realistiske kriminaldrama Affliction (Den jagede, 1998) og Auto Focus (2002) om fjernsynsskuespilleren Bob Cranes hemmelige liv.